# آنالیز فوریه
آنالیز فوریه در ریاضیات مطالعه چگونگی نمایش یا تخمین تابع‌های عمومی به وسیله مجموعی از تابع‌های مثلثاتی است. این تحلیل از مطالعات مربوط به سری فوریه آغاز گردید و به بزرگداشت ژوزف فوریه که نشان داد که نمایش یک تابع به کمک تابع‌های مثلثاتی به ساده شدن مسئلهٔ انتقال گرما کمک می‌کند، فوریه نام گرفت.
امروزه تحلیل فوریه طیف گسترده‌ای از ریاضیات را در بر می‌گیرد. در علوم و مهندسی، تجزیهٔ یک تابع به قسمت‌های ساده‌تر معمولاً تحلیل فوریه و روند بازسازی تابع از این قسمت‌های ساده را ترکیب فوریه می‌نامند. البته در ریاضیات عبارت تحلیل فوریه برای هر دو عمل کاربرد دارد.
روند تجزیه به تنهایی تبدیل فوریه نامیده می‌شود. این تبدیل‌ها نیز با توجه به دامنه و ویژگی‌های مختلف تابعی که تبدیل می‌شود، نام‌های جزئی‌تری به خود می‌گیرند. علاوه بر این، مفهوم کلی تحلیل فوریه در طول زمان گسترده‌تر شده و به موضوعات انتزاعی و عمومی دیگری نیز تعلق می‌گیرد؛ این مسائل به‌طور کلی تحلیل هارمونیک نامیده می‌شوند. هر تبدیلی که برای تحلیل استفاده می‌شود (فهرست تبدیل‌های مرتبط با تبدیل فوریه را مشاهده کنید) یک تبدیل معکوس نیز دارد که به‌عنوان ترکیب کاربرد دارد.

## انواع تحلیل‌های فوریه

نمایش تابع‌های دیراک کام و قضیه کانولوشن برای نشان دادن تأثیر نمونه‌برداری با دورهٔ تناوب یا جمع تناوبی.

### تبدیل فوریه (پیوسته)
در بیشتر اوقات عبارت کلی تبدیل فوریه به این نوع تبدیل اشاره دارد. این تبدیل یک تابع با متغیر حقیقی را به یک تابع پیوسته (با متغیر حقیقی) تصویر می‌کند. تبدیل فوریه یک تابع{\displaystyle x(t)} (در حالت کلی) مختلط است و چنین به دست می‌آید:
{\displaystyle X(f)=\int _{-\infty }^{\infty }x(t)\cdot e^{-i2\pi ft}dt}
اگر متغیر t نشان‌دهنده زمان باشد، متغیر f دارای بعد بسامد (فرکانس) خواهد بود. این تابع، نمایش تابع اولیه در حوزه فرکانس نامیده می‌شود. تابع اولیه از تبدیل فوریهٔ خود با استفاده از معکوس تبدیل بالا چنین به دست می‌آید:
{\displaystyle x(t)=\int _{-\infty }^{\infty }X(f)\cdot e^{i2\pi ft}df}

### سری فوریه
تبدیل فوریه یک تابع متناوب {\displaystyle s_{P}(t)} با دورهٔ تناوب {\displaystyle P} یک تابع دیراک کام می‌شود که توسط یک سری از ضرایب پیچیده تعدیل شده‌است. در واقع برای تمام اعداد صحیح {\displaystyle k} داریم:
{\displaystyle S[k]={\frac {1}{P}}\int _{P}s_{P}(t)\cdot e^{-i2\pi {\frac {k}{P}}t}\,dt}
که در آن {\displaystyle \int _{P}} نشان‌دهندهٔ انتگرال بر روی هر بازه‌ای با طول {\displaystyle P} است.
تبدیل معکوس که با نام سری فوریه شناخته می‌شود، یک نمایش از {\displaystyle s_{P}(t)} است که با مجموع بی‌نهایت تابع سینوسی مرتبطِ هارمونیک یا تابع‌های نمایی پیچیده که هرکدام دامنه و فازی با توجه به ضرایب دارند، مشخص می‌شود.
{\displaystyle s_{P}(t)=\sum _{k=-\infty }^{\infty }S[k]\cdot e^{i2\pi {\frac {k}{P}}t}\quad {\stackrel {\mathcal {F}}{\Longleftrightarrow }}\quad \sum _{k=-\infty }^{+\infty }S[k]\ \delta \left(f-{\frac {k}{P}}\right)}
تابع {\displaystyle s_{P}(t)} خودش به‌صورت مجموع تناوبی یک تابع دیگر به نام {\displaystyle s(t)} است: {\displaystyle s_{P}(t)\ {\stackrel {\text{def}}{=}}\ \sum _{k=-\infty }^{\infty }s(t-kP)} و
ضرایب با نمونه‌های {\displaystyle s(f)} با دورهٔ تناوب گسسته {\displaystyle 1/P} متناسب هستند: {\displaystyle S[k]={\frac {1}{P}}\cdot S\left({\frac {k}{P}}\right)}